# منتخب تشيكوسلوفاكيا تحت 17 سنة لكرة القدم
منتخب تشيكوسلوفاكيا تحت 17 سنة لكرة القدم هو ممثل تشيكوسلوفاكيا الرسمي في المنافسات الدولية في كرة القدم
، يديريه اتحاد جمهورية التشيك لكرة القدم.